# Kościół św. Wawrzyńca w Gorysławicach
Kościół św. Wawrzyńca w Gorysławicach – gotycki kościół wzniesiony w 1535 roku, przez miejscowego proboszcza ks. Józefa Dałowicza.

## Historia
Pierwsze wzmianki o kościele drewnianym pochodzą z roku 1326, pełnił rolę świątyni parafialnej. W roku 1430 wzmiankowany także kościół drewniany. W roku 1535 ukończono budowę obecnego kościoła murowanego fundacji ówczesnego proboszcza ks. Józefa Dałowicza. W 1676 roku do nawy, od strony zachodniej, dobudowano barokową kaplicę, ufundowaną przez Wojciecha i Annę Żelazowskich. W czasie I wojny światowej świątynia została uszkodzona, a następnie w latach powojennych odrestaurowana. Od roku 1799 proboszcz przy tym kościele nie mieszkał, księża z kolegiaty w Wiślicy sprawowali obowiązki duszpasterskie. W 1810 roku skasowano parafię i do chwili obecnej świątynia stanowi kościół filialny dla parafii w Wiślicy. W ramach programu Skarbiec Świętokrzyski, finansowanego z RPO Województwa Świętokrzyskiego na lata 2007–2013, uporządkowano oraz poddano konserwacji wyposażenie wnętrza.

## Architektura

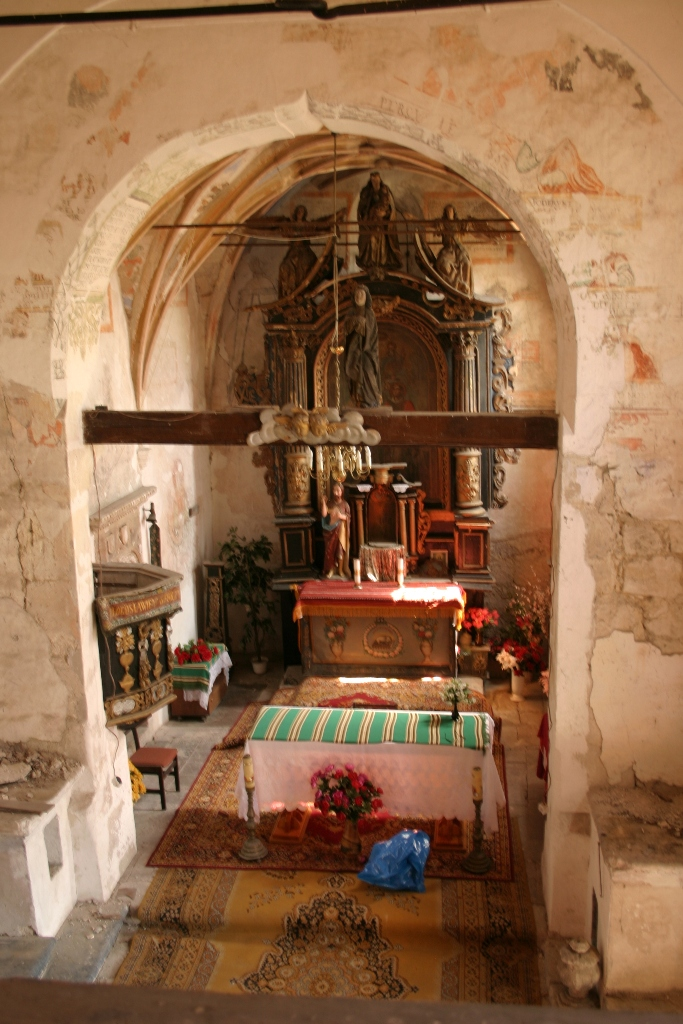
Widok na prezbiterium kościoła (przed konserwacją)

Architektura kościoła jest na pograniczu stylu późnogotyckiego i renesansowego. Orientowany, wzniesiony z kamienia, ma nawę zbliżoną do kwadratu i nieco węższe prezbiterium. W prezbiterium zachowało się sklepienie sieciowe z kamiennymi zwornikami dekorowanymi herbami Abdank, Odrowąż i Janina. Nawa główna pierwotnie także przykryta była takim samym sklepieniem jak prezbiterium, obecnie jest płaski sufit. Dach kościoła pokryty jest blachą, pierwotnie gontem. Barokowa kaplica przykryta jest kopułą z latarnią.

## Wystrój wnętrza
W kościele zachowały się fragmenty późnogotyckiej polichromii z początku XVI wieku, przedstawiająca mi. św. Krzysztofa. Belka tęczowa składa się z późnogotyckich figur, z początku XVI wieku, Matki Bożej oraz św. Jana Ewangelisty, figura Chrystusa jest późniejsza, barokowa z początku XVII wieku. Ołtarz główny wczesnobarokowy z początku XVII wieku, z obrazem przedstawiającym świętych Szczepana i Wawrzyńca. Ołtarz boczny północny Ukrzyżowanie Chrystusa, barokowy z drugiej połowy XVII wieku. Ołtarz boczny południowy Matki Bożej Niepokalanie Poczętej, barokowy z drugiej połowy XVII wieku z późnogotycką figurą Matki Boskiej z Dzieciątkiem.

## Cmentarz przykościelny
Obok kościoła znajduje się stary cmentarz, na którym zachowało się kilka nagrobków z XIX wieku.

## Małopolska Droga św. Jakuba
Kościół znajduje się na odnowionej trasie Małopolskiej Drogi św. Jakuba z Sandomierza do Tyńca, która to jest odzwierciedleniem dawnej średniowiecznej drogi do Santiago de Compostela i związana jest z pielgrzymowaniem do grobu św. Jakuba.